# ویتناو
ویتناو (به آلمانی: Berlin-Wittenau) یک منطقهٔ مسکونی در آلمان است که در راینیکندورف واقع شده‌است. ویتناو ۲۲٬۶۹۶ نفر جمعیت دارد.